# I-divisioona 1992/93
Die Saison 1992/93 war die 19. Spielzeit der I-divisioona, der zweithöchsten finnischen Eishockeyspielklasse. Die Meisterschaft der Liga gewann JoKP Joensuu. KooKoo, TuTo Hockey und JoKP Joensuu qualifizierten sich zudem für die SM-liiga-Relegation, in der alle drei Mannschaften scheiterten. Vantaa HT und Centers Pietarsaari stiegen sportlich, der HJK Helsinki aufgrund der Einstellung des Spielbetriebs in die drittklassige II-divisioona ab.

## Hauptrunde
Abkürzungen: Sp = Spiele, S = Siege, U = Unentschieden, N = Niederlagen, ET= Erzielte Tore, GT = Gegentore, TD = Tordifferenz P = Punkte
| Rang | Mannschaft          | Sp                            | S                             | U                             | N                             | ET                            | GT                            | TD                            | P                             |
| ---- | ------------------- | ----------------------------- | ----------------------------- | ----------------------------- | ----------------------------- | ----------------------------- | ----------------------------- | ----------------------------- | ----------------------------- |
| 1.   | JoKP                | 44                            |                               |                               |                               | 244                           | 146                           | +98                           | 62                            |
| 2.   | TuTo                | 44                            |                               |                               |                               | 200                           | 152                           | +48                           | 58                            |
| 3.   | KooKoo              | 44                            |                               |                               |                               | 220                           | 140                           | +80                           | 57                            |
| 4.   | Kärpät              | 44                            |                               |                               |                               | 220                           | 140                           | +80                           | 55                            |
| 5.   | JHT                 | 44                            |                               |                               |                               | 197                           | 190                           | +7                            | 52                            |
| 6.   | Kiekko-67           | 44                            |                               |                               |                               | 166                           | 144                           | +22                           | 50                            |
| 7.   | SaiPa               | 44                            |                               |                               |                               | 181                           | 190                           | −9                            | 44                            |
| 8.   | Karhu-Kissat        | 44                            |                               |                               |                               | 160                           | 204                           | −44                           | 36                            |
| 9.   | FPS                 | 44                            |                               |                               |                               | 198                           | 215                           | −17                           | 35                            |
| 10.  | Vantaa HT           | 44                            |                               |                               |                               | 142                           | 205                           | −63                           | 29                            |
| 11.  | Centers Pietarsaari | 44                            |                               |                               |                               |                               |                               |                               |                               |
| 12.  | HJK Helsinki        | Rückzug nach dem 30. Spieltag | Rückzug nach dem 30. Spieltag | Rückzug nach dem 30. Spieltag | Rückzug nach dem 30. Spieltag | Rückzug nach dem 30. Spieltag | Rückzug nach dem 30. Spieltag | Rückzug nach dem 30. Spieltag | Rückzug nach dem 30. Spieltag |